# Czech Open 2024
Il Czech Open 2024 è stato un torneo maschile di tennis professionistico. È stata la 31ª edizione del torneo, facente parte della categoria Challenger 100 nell'ambito dell'ATP Challenger Tour 2024, con un montepremi di 120 000 €. Si è giocato dal 3 al 9 giugno 2024 sui campi in terra rossa del TK Agrofert Prostejov di Prostějov, in Repubblica Ceca.

## Partecipanti

### Teste di serie
| Nazionalità | Giocatore          | Ranking* | Testa di serie |
| ----------- | ------------------ | -------- | -------------- |
| Serbia      | Laslo Đere         | 52       | 1              |
| Giappone    | Yoshihito Nishioka | 70       | 2              |
| Argentina   | Pedro Cachín       | 108      | 3              |
| Rep. Ceca   | Vít Kopřiva        | 127      | 4              |
| Italia      | Francesco Passaro  | 134      | 5              |
| Moldavia    | Radu Albot         | 140      | 6              |
| Francia     | Ugo Blanchet       | 160      | 7              |
| Rep. Ceca   | Dalibor Svrčina    | 192      | 8              |

* Ranking al 27 maggio 2024.

### Altri partecipanti
I seguenti giocatori hanno ricevuto una wild card per il tabellone principale:
- Laslo Đere
- Martin Kližan
- Andrew Paulson

I seguenti giocatori sono entrati in tabellone come alternate:
- Alibek Kachmazov
- Gauthier Onclin
- Jiří Veselý

I seguenti giocatori sono passati dalle qualificazioni:
- Arthur Gea
- Michael Vrbenský
- Toby Kodat
- Jérôme Kym
- Mohamed Safwat
- Matías Soto

Il seguente giocatore è entrato in tabellone come lucky loser:
- Martin Krumich

## Punti e montepremi
| Torneo    | Torneo              | V      | F     | SF    | QF    | 2T    | 1T    | Q | Q2  | Q1  |
| Singolare | Punti               | 100    | 50    | 25    | 14    | 7     | 0     | 4 | 2   | 0   |
| Singolare | Premi in denaro (€) | 16 020 | 9 415 | 5 555 | 3 240 | 1 900 | 1 160 | – | 580 | 290 |
| Doppio    | Punti               | 100    | 50    | 25    | 14    | –     | 0     | – | –   | –   |
| Doppio    | Premi in denaro (€) | 6 845  | 4 050 | 2 400 | 1 420 | –     | 800   | – | –   | –   |

## Campioni

### Singolare
Jérôme Kym ha sconfitto in finale  Tseng Chun-hsin con il punteggio di 6–2, 3–6, 6–2.

### Doppio
Ivan Liutarevich /  Sergio Martos Gornés hanno sconfitto in finale  Matwé Middelkoop /  Philipp Oswald con il punteggio di 6–1, 6–4.